# Museum für Moderne Kunst
A Museum für Moderne Kunst (bevett rövidítéssel MMK, magyarul Modern Művészeti Múzeum) Frankfurt am Main modern művészeti múzeuma. 1981-ben alapították, összefüggésben azzal a projekttel, amelynek célja, hogy nemzetközi jelentőségű múzeumi negyedet hozzanak létre a már meglévő tekintélyes intézmények, elsősorban a Städel Museum köré Frankfurtban, a Museumsufer negyedben. Kezdeményezői Heinrich Klotz és Peter Iden művészettörténészek voltak. Épületét Hans Hollein bécsi építész tervezte, 1991-ben nyílt meg.

## Fordítás
- Ez a szócikk részben vagy egészben a Museum für Moderne Kunst című német Wikipédia-szócikk ezen változatának fordításán alapul.  Az eredeti cikk szerkesztőit annak laptörténete sorolja fel. Ez a jelzés csupán a megfogalmazás eredetét és a szerzői jogokat jelzi, nem szolgál a cikkben szereplő információk forrásmegjelöléseként.